# Aleksandr Herzen
Aleksandr Ivánovich Herzen (en ruso, Алекса́ндр Ива́нович Ге́рцен, Moscú, 6 de abril de 1812-París, 21 de enero de 1870) fue un prominente demócrata revolucionario ruso, ideólogo de la revolución campesina, publicista, filósofo materialista y economista. Se manifestó contra el absolutismo y el régimen de servidumbre, después de crear una variante peculiar del socialismo utópico, el «socialismo campesino», basado en la idea de que la sociedad rusa debía progresar a través de la revolución campesina.

## Biografía
Nació en Moscú justo antes de la invasión napoleónica de Rusia. Era hijo ilegítimo de un gran terrateniente, Iván Yákovlev y una joven alemana protestante, Henriette Wilhelmina Luisa Haag. Se cree que Yákovlev dio a su hijo el apellido Herzen porque era "hijo de su corazón" (Herz, en alemán).
Durante la ocupación francesa de Moscú, su padre se entrevistó con el mismo Napoleón, obteniendo el permiso para trasladarse a San Petersburgo con el encargo de llevar una carta de Napoleón al zar Alejandro I.
Un año después, la familia volvió a Moscú, donde Herzen pasó su juventud hasta que completó sus estudios en la Universidad de Moscú. En 1834, fue arrestado y juzgado por entonar cánticos del compositor Mijaíl Sokolovski, poco respetuosos con el zar Nicolás I, en el transcurso de una fiesta. Fue declarado culpable y desterrado a Viatka, en el Noreste de Rusia. Permaneció allí hasta que el hijo del zar Nicolás I, el zarévich Alejandro (futuro zar Alejandro II), visitó la ciudad acompañado por el poeta Vasili Zhukovski. Herzen recibió autorización para trasladarse de Viatka a Vladímir, donde fue nombrado editor de la gaceta oficial de la ciudad.
En 1840, regresó a Moscú donde encontró a Visarión Belinski, el cual estaba muy influenciado por Herzen. Meses más tarde, sin embargo, fue obligado a fijar su residencia en Nóvgorod por hablar de forma violenta con un policía. En 1846, murió su padre dejándole todas sus posesiones.
Estuvo casado con su prima Natalia Zajáryina con la que tuvo seis hijos, de los que únicamente dos llegaron a la edad adulta: el fisiólogo Aleksandr y la historiógrafa de la familia y guardiana del archivo de Herzen Natalia. Pero su vida personal era algo complicada, especialmente su relación con Natalia Tuchkova, la mujer de su amigo de infancia Nikolái Ogariov.
En 1847, se marchó de Rusia para no volver más. Desde entonces viajó por bastantes países entre los cuales están: Suiza, Italia, Inglaterra o Francia. Murió en París el 21 de enero de 1870.

## Pensamiento
Dado que, entonces, casi no existía en Rusia proletariado, Herzen estaba convencido de que gracias a la comunidad campesina sería posible pasar directamente del régimen de servidumbre a uno socialista evitando el capitalismo. Herzen idealizaba al campesino ruso y no supo prever el papel histórico que más adelante desempeñaría el proletariado industrial (en su época embrionario como clase social en Rusia) en la realización de la revolución que propugnaba.
La idea de Herzen sobre el socialismo basado en la comunidad rural nada tiene en común con el socialismo científico, aunque el propio Marx compartiera en algún momento la idea de que la comunidad rural podría ser el punto de apoyo para la regeneración social de Rusia. Herzen fue uno de los primeros críticos rusos del capitalismo y de la economía política burguesa, a la que consideraba como arma para defender el capitalismo y para privar de tierra a los campesinos. Criticó con singular dureza la corriente vulgar de la economía política burguesa defendida por Jean-Baptiste Say y Malthus, denunciando lo que consideraba la inconsistencia científica, contradicciones, errores y tergiversaciones de los trabajos de dichos autores.
Aleksandr Herzen comenzó a escribir sus ensayos Desde la otra orilla en 1848, el año de las fallidas revoluciones europeas. En ellos se invocó la imagen de un barco que se dirige hacia nuevas tierras y se topa con vientos y tormentas, símbolos de la esperanza e incertidumbres de la época. Sin embargo, en los últimos ensayos de la colección de 1850, sostenía que el fervor revolucionario había perdido su fuerza, traicionado por una idea mucho más conservadora de la reforma.
En un ensayo, satirizó las celebraciones republicanas de 1848 en Francia y criticó que tras la pompa y las consignas seguía intacto "el viejo orden católico-feudal". Según él, esto había impedido llevar a cabo el ideal auténtico de la revolución: Libertad genuina para todos. Muchos de los liberales que decían apoyar la revolución, en realidad tenían su conclusión lógica: El fin definitivo del viejo orden. En cambio, afirmaba Herzen, tratan de asegurar la libertad para su propio círculo y no para el obrero del "hacha y las manos tiznadas". Los arquitectos de la República habían roto las cadenas, aunque sin echar abajo las paredes de la cárcel, y esto los convertía en "asesinos de la libertad". Herzen opinaba que la sociedad sufría contradicciones que embotaban su creatividad y su vitalidad. Muchos fueron los decepcionados con la revolución de 1848, y los escritos de Herzen influyeron en los movimientos populistas que le siguieron.
Al mismo tiempo, procuraba mostrar el semblante avaro y antipopular de la burguesía (y el altruista y popular del proletariado). Aunque Herzen sostenía las ideas del socialismo utópico y en sus concepciones se reflejaba la lucha de los campesinos contra los terratenientes, ha pasado a la historia como un demócrata revolucionario que luchó activamente contra la autocracia y la servidumbre, como uno de los que contribuyeron a animar y poner en pie a las masas populares para llevar a cabo la Revolución rusa.

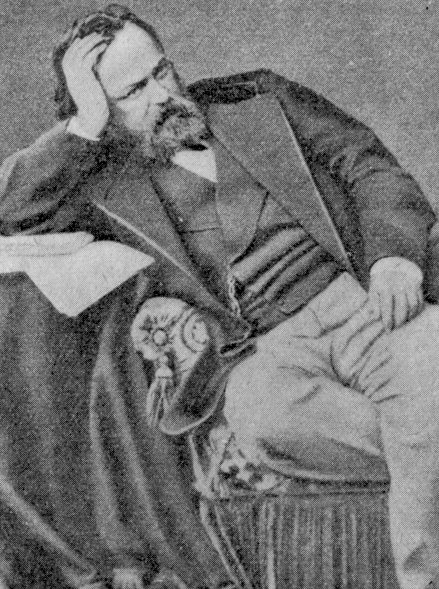
Aleksandr Ivánovich Herzen, foto de Serguéi Lvóvich Levitski, 1860

## Influencia en los siglosXIXyXX
Herzen era un escritor popular apoyado por la gran mayoría de las personas que luchaban contra el zarismo. Pero hasta que se fue al exilio, sus escritos no habían logrado mayor influencia. Esta obra que le dio popularidad contaba con una serie de derechos que tuvieron gran influencia dentro de la estructura social de la época. Uno de los pilares de esta serie de derechos eran los derechos de la estructura social agraria. Según Herzen, el poder estaba en manos de muy pocos, por lo que había que repartirlo. Una de las cosas por las que será recordado Herzen será, sin duda alguna, su lucha contra estos y aquellos gobiernos corruptos, fuesen del partido que fuesen.
Por todas estas actuaciones y más, Herzen fue un modelo para muchos de los filósofos del siglo XIX, pero sobre todo del siglo XX. Herzen fue un auténtico héroe intelectual para el filósofo británico Isaiah Berlin, que le dedicó un importante ensayo en su obra Pensadores rusos. Berlin repetía con insistencia las frases de Herzen condenando el sacrificio de seres humanos en el altar de abstracciones ideológicas y la subordinación de las realidades de la felicidad o infelicidad de los individuos en el presente a gloriosos sueños de redención colectiva en el futuro. Como Herzen, Berlin creía que "el fin de la vida es la vida en sí misma" y que cada vida humana y cada sociedad deben ser consideradas en sí mismas, y no como un medio para ningún fin. También Lev Tolstói fue un admirador de Herzen, de quien afirmaba no haber conocido otro hombre "con una combinación tan insólita de chispeante brillantez y profundidad".
A partir de la obra citada de Isaiah Berlin, el dramaturgo Tom Stoppard escribió La costa de Utopía, una trilogía de dramas estrenada en 2002 que, en el contexto del primer desarrollo del pensamiento socialista en Rusia, las revoluciones de 1848 y el posterior exilio, aborda la vida y el desarrollo intelectual de escritores y pensadores como Mijaíl Bakunin, Iván Turguéniev y otros, incluido el propio Herzen, cuyo personaje domina las obras.

## Obra
- Fisiología de la voluntad, por Encuadernaciones Fontanet (1880), traducción del ruso por Alejandro Ocina.
- ¿Quién es culpable?, por Espasa Calpe-Austral, 1966 (ed. or. 1931), traducción del ruso por Félix Díez Mateo. En esta edición el autor aparece con el nombre de A.I.Guertsen. Novela en dos actos.
- Cartas sobre el estudio de la naturaleza, Editorial Ciencia Nueva, 1968.
- Crónica de un drama familiar, Alba, 2006.
- El pasado y las ideas, El Aleph, 1994.
- Pasado y pensamientos, Tecnos, 1995.
- Doctor Krupov, Ardicia, 2014.

## Adaptaciones cinematográficas
- Películas basadas en sus obras literarias